# Finlands kommuner

Finlands landskap (tjockare gräns) och kommuner (tunnare gräns) år 2021.

Finland är indelat i 308 kommuner (finska: kunta). Kommunerna ansvarar för bastjänster för invånarna. En kommun kan kalla sig stad (finska: kaupunki) om den anser sig uppfylla de krav som ställs på ett stadssamhälle.
Kommunerna har enligt lagstiftningen ansvar för viss utbildning, social- och hälsovårdstjänster, samhällsteknik och miljötjänster. Många tjänster produceras i samarbete med andra kommuner i samkommuner, till exempel sjukhus, många läroanstalter och yrkeshögskolor. De kommunala beslutsfattarna väljs vart fjärde år i kommunalvalet.
Enspråkiga kommuner erbjuder service på kommunens språk, finska eller svenska. I vissa fall, till exempel beträffande grundskolan, skall kommuninvånarna dock erbjudas service på sitt modersmål. Tvåspråkiga kommuner är skyldiga att erbjuda service, skylta och göra upp vissa dokument på båda språken. Språklagen gäller endast finska och svenska, men i samernas hembygdsområde skall kommunerna på motsvarande sätt ge service också på samiska.

## Historik

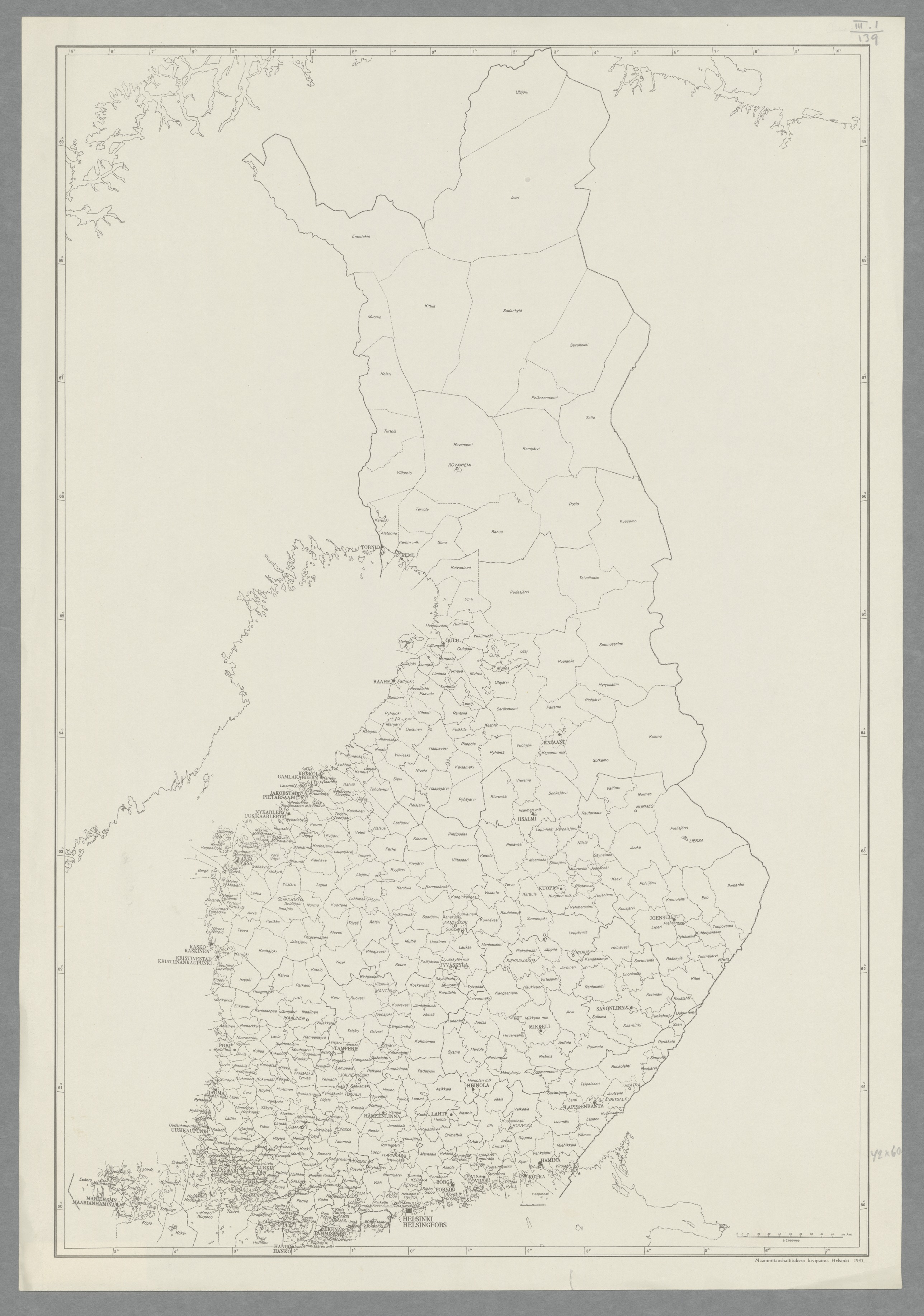
Finlands kommuner år 1947.

Både före och efter 1809, då Finland skiljdes från Sverige och blev ett ryskt storfurstendöme, fungerade städer och landsbygdens socknar (utifrån kyrkans indelning i stift och församlingar) likadant i Finland som i Sverige. Även rättsväsendets indelning i härader hade sin motsvarighet i Sverige. De första kommunallagarna för Finland infördes genom kejserlig förordning 6 februari 1865, alltså strax efter Sveriges 1862 års kommunalförordningar. En förordning för städernas organisation följde 1873.
Efter självständigheten från Ryssland, infördes nya lagar 1917-1919. Rösträtten i kommunala val blev allmän och proportionell och inte längre beroende av inkomst. 1925 frikopplades kommunerna från kyrkans indelning i församlingar. I takt med att fler uppgifter ålades kommunerna, ökade behovet att göra kommunerna större. Ytterligare kommunreformer följde 1932, 1949 och 1970. Den 1 januari 2009 genomfördes en reducering av antalet kommuner från 415 till 348. År 2025 är antalet 308.
Finland hade, liksom i Sverige före 1971, tre kommuntyper, landskommuner, köpingar och städer. Köpingen som kommuntyp upphörde den 1 januari 1977 och alla köpingar omvandlades automatiskt till städer.
År 1995 infördes enhetlig kommuntyp. Dock innehåller 5§ i Finlands kommunallag följande passus: "Kommunen kan använda benämningen stad när den anser sig uppfylla de krav som ställs på ett stadssamhälle." Av de 309 kommuner som finns 2023 räknar sig 107 som stad. Det är en rent nominell fråga och innebär ingen skillnad i status, rättigheter eller skyldigheter.

## Antal kommuner
| Antal kommuner i Finland |      |      |      |      |      |      |      |      |      |      |      |      |      |      |      |      |      |      |      |      |      |      |      |      |      |      |      |      |
| År                       | 1917 | 1927 | 1937 | 1947 | 1957 | 1967 | 1977 | 1987 | 1989 | 1993 | 1997 | 2001 | 2003 | 2004 | 2005 | 2006 | 2007 | 2008 | 2009 | 2010 | 2011 | 2013 | 2015 | 2016 | 2017 | 2020 | 2021 | 2025 |
| Kommuner                 | 532  | 585  | 602  | 547  | 549  | 537  | 464  | 461  | 460  | 455  | 452  | 448  | 446  | 444  | 432  | 431  | 416  | 415  | 348  | 342  | 336  | 320  | 317  | 313  | 311  | 310  | 309  | 308  |